# Karl von Uckermann-Bendeleben
Karl Freiherr von Uckermann, seit 1840 Freiherr von Uckermann-Bendeleben (* 24. November 1803; † 2. März 1877 in Sondershausen), war ein Oberhofmeister und Hofmarschall des Fürsten von Schwarzburg-Sondershausen und sächsischer Rittmeister.

## Leben
Er stammte aus der finanzkräftigen, 1769 in den Adelsstand erhobenen Familie Uckermann und war Enkel des Bürgermeisters von Wanfried. Er trat an die Seite des Fürsten Günther Friedrich Carl II. von Schwarzburg-Sondershausen und wurde von 1837 bis 1847 dessen Oberhofmeister bzw. Hofmarschall. Daneben erfolgte seine Ernennung zum Ehrenritter des Johanniterordens. Er erreichte 1840/41 die Namens- und Wappenerweiterung des Freiherrentitels von Uckermann-Bendeleben.
Am 3. Juli 1841 heiratete er auf Hackpfüffel Friederike von Selchow (1816–1889), Tochter des Majors von Selchow, mit der er mehrere Kinder hatte.